# Герб Агинского Бурятского округа
Герб Агинского Бурятского округа — символ Агинского Бурятского округа Забайкальского края Российской Федерации. Впервые утверждён в 1996 году, современный вариант — в 2009 году; в Государственном геральдическом регистре РФ не зарегистрирован.

## Описание и символика
Герб Агинского Бурятского округа Забайкальского края представляет собой четырёхугольный, с закруглёнными нижними углами, заострённый в оконечности лазурный (синий, голубой) геральдический щит. В центре щита круг, в верхней части которого находится изображение «Гал-гуламта», символизирующее огонь, очаг, источник жизни, света и благополучия народа. По горизонтальному диаметру круга под золотыми лучами восходящего солнца расположены символы священных для местных народов гор: Алханай, Хаан Уула, Согто Уула, Баатарай обоо. Ниже гор параллельно к горизонтальному диаметру круга расположены одна зелёная полоса, две лазурные (синие, голубые) волнистые полосы и одна белая волнистая полоса, олицетворяющие степи (луга, пастбища и пашни), реки, озёра и минеральные источники (аршаны). В нижней части круга расположен зооморфный национальный орнамент желтого цвета «Хамар угалза», символизирующий благоденствие, процветание и олицетворяющий традиционную приверженность коренного народа к животноводству. Вправо и влево от орнамента по кругу расположены золотые колосья пшеницы, перевитые по четыре раза с каждой стороны белой лентой — национальным «хадаком» — символом гостеприимства, чистоты помыслов и дружбы между народами

## История

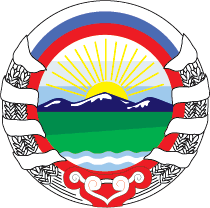
Герб 1996 года

В советское время Агинский Бурятский автономный округ герба не имел. Первый герб утверждён Законом округа №1 от 29 ноября 1996 года «О гербе и флаге Агинского Бурятского автономного округа», автором герба выступил Бадмацырен Жугдурович Гомбожанов.

Описание и символика герба 1996 года: 
«Герб Агинского Бурятского автономного округа представляет собой трёхцветный круглый геральдический щит (бело-сине-красный, цвета флага Российской Федерации), в центре нижней части которого на красном основании расположен зооморфный национальный орнамент белого цвета „Хамар угалза“, символизирующий домашних животных: лошадь, крупный рогатый скот, верблюд, овца и коза и олицетворяющий традиционную приверженность коренного народа к животноводству. Вправо и влево от красного основания орнамента вверх по белому и синему цвету щита расположены золотистый колосья пшеницы, которые вместе со щитом перевиты по четыре раза (по числу родов агинских бурят) традиционной белой лентой — национальным „хадаком“, символом гостеприимства, чистоты помыслов бурятского народа, дружеского и радушного отношения, уважения ко всем другим народам. По горизонтальному диаметру щита под ясным синим небом и золотистыми лучами восходящего солнца расположены священные для местных народов горы Алханай, Хаан Уула, Согто Уула… Ниже гор параллельно к горизантальному диаметру щита расположены зелёные и волнистые синего и белого цвета полосы, олицетворяющие привольные степи (луга, пастбища и пашни), а также реки, озёра и минеральные источники (аршаны). При исполнении герба применены пять цветов: белый, синий, красный, жёлтый и зелёный: белый — символизирующий чистоту помыслов, справедливость, покоя и согласия, а также цвет молочной пищи; синий — символизирующий вечность, свободу, чистоту природы (неба, гор, рек и озер); красный — символизирующий храбрость, мужество и неустрашимость; жёлтый — олицетворение солнц— источника жизни, цвет вероисповедания (святость); зелёный — символизирующий изобилие родной земли, надежду и радость».

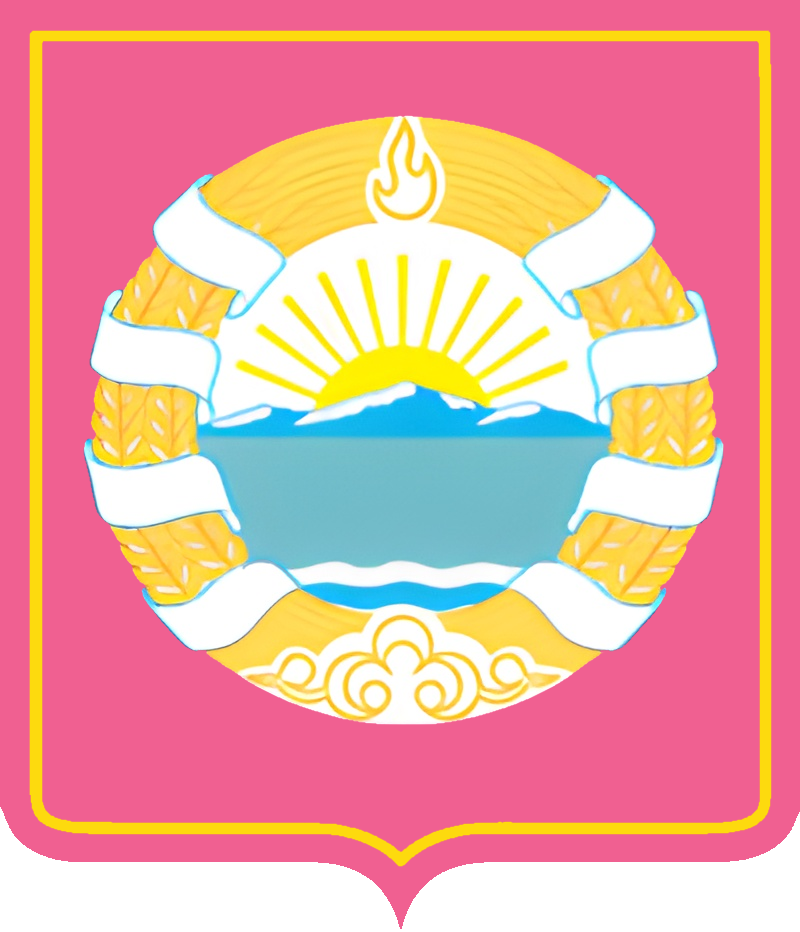
Герб 2003 года

22 апреля 2003 года Законом Агинского Бурятского автономного округа №329-ЗАО «О внесении изменений и дополнений в Закон автономного округа „О гербе и флаге Агинского Бурятского автономного округа“» был на основе старого герба был утверждён новый герб.

Описание и символика герба 2003 года:
«Герб Агинского Бурятского автономного округа представляет собой четырёхугольный, с закруглёнными нижними углами, заострённый в оконечности бордовый геральдический щит, окантованный жёлтой полосой. В центре щита круг, в нижней части которого расположен зооморфный национальный орнамент жёлтого цвета „Хамар угалза“, символизирующий домашних животных: лошадь, крупный рогатый скот, верблюда, овцу и козу, олицетворяющих традиционную приверженность коренного народа к животноводству. Вправо и влево от орнамента вверх по кругу расположены золотые колосья пшеницы, которые перевиты по четыре раза с каждой стороны (по числу восьми родов агинских бурят) традиционной белой лентой – национальным „хадаком“, символом гостеприимства, чистоты помыслов бурятского народа, дружественного и радушного отношения, уважения ко всем другим народам. В верхней части круга расположен символ „Гал-гуламта“ — вечный огонь, очаг, источник жизни, света и благополучия народа. По горизонтальному диаметру круга под золотыми лучами восходящего солнца расположены священные для местных народов горы Алханай, Хаан Уула, Согто Уула, Баатарай обоо… Ниже гор параллельно к горизонтальному диаметру круга расположены зеленая и волнистые синие и белые полосы, олицетворяющие привольные степи (луга, пастбища и пашни), а также реки, озёра и минеральные источники (аршаны)».
20 апреля 2004 года описание герба было незначительно изменено — законом Агинского Бурятского автономного округа № 418-ЗАО «О гербе и флаге Агинского Бурятского автономного округа» в описании герба слова «зелёная и волнистые синие и белые полосы» были заменены словами «зелёная, волнистая синяя и белая полосы».
В соответствии с Федеральным конституционным законом от 21 июля 2007 года № 5-ФКЗ «Об образовании в составе Российской Федерации нового субъекта Российской Федерации в результате объединения Читинской области и Агинского Бурятского автономного округа» с 1 марта 2008 года был создан Забайкальский край, в составе которого Агинский Бурятский округ стал административно-территориальной единицей с особым статусом. 11 февраля 2009 года был принят закон Забайкальского края №130-ЗЗК «О гербе и флаге Забайкальского края», статьёй 15 которого были признаны утратившими силу все принятые в 1996-2005 годах законы Агинского Бурятского автономного округа о его государственных символах. Cимволы Агинского Бурятского округа как части Забайкальского края установлены Законом Забайкальского края «О символах Агинского Бурятского округа Забайкальского края» №231-ЗЗК от 23 сентября 2009 года.